# Bistrik (močvara)
Bistrik je močvara u Bosni. Nalazi se na području sela Aljinića, blizu tromeđe sela Aljinića, Crkvenjaka i Bistrika, na lokalitetu Gaja. 

## Povijest
Močvarno se područje prostire na otprilike 1 km² od 462 km² općine Kaknja. Nastalo je umjetno, premda ne ciljano. Zbog podzemnog rada u rudniku Aljinićima rasjela se zemlja i nastalo je oveće grotlo.  Njega je prirodnim putem ispunila voda i nastalo je oveće jezero. Životinjski i biljni svijet ubrzo se nastanio. Omiljeno je odmorište pticama selicama. Zabilježeno je više od 210 ptičjih vrsta koje se ovdje odmaraju pri seobama ili se gnijezde. Usporedbe radi, bioraznolikost ptičjih vrsta ovog jezera je dvije trećine ukupnog broja dosad zabilježenih ptičjih vrsta u BiH. Od 1878. do 2012. u BiH je zabilježeno 336 ptičjih vrsta, ali nekih vrsta više nema. 
Istraživanjima na području ove močvare 2011. i 2012. godine, zabilježeno je postojanje 122 vrste biljaka i bogat životinjski svijet s čak 212 vrsta ptica, 30 vrsta vilinih konjica, osam vrsta vodozemaca, sedam vrsta gmazova i 13 vrsta sisavaca. 2013. pronađena je još jedna vrsta ptica. Gljive, lišajevi, puževi nisu istraživani, ali je osnovano smatra da je bogata bioraznolikost.  Zabilježene su dvije vrste riba i veliki broj kukaca iz skupine leptira (lepidoptera) i tvrdokrilaca (coleoptera).

## Zaštita
U cilju zaštite i unapređenja življenja ptica selica ovo je područje uvršteno pod okrilje Zakona o zaštiti prirode (Službene novine Federacije Bosne i Hercegovine, broj: 33/03). Istim se regulira kažnjavanje svih onih koji se ne pridržavaju odredbi, shodno kaznenim odredbama koje prate isti.
Zbog važnosti za gnjiježđenje i odmor, planira se ovdje uspostaviti ornitološki rezervat. 2014. je godine najavljeno pokretanje procesa kod nadležnog ministarstva Zeničko-dobojske županije radi trajne zaštite područja močvare Bistrika i proglašenja zaštićenim područjem u kategoriji "Zaštićeni krajobraz".

## Galerija
- Ornitološki rezervat ptica selica na lokalitetu Haljinići - Crkvenjak - Bistrik
- Močvarno područje na lokalitetu Haljinići - Crkvenjak - Bistrik
- Ornitološki rezervat u jesen 2009. godine na lokalitetu Haljinići - Crkvenjak - Bistrik